# Idiommata scintillans
Idiommata scintillans är en spindelart som först beskrevs av William Joseph Rainbow och Robert Henry Pulleine 1918.  Idiommata scintillans ingår i släktet Idiommata och familjen Barychelidae.
Artens utbredningsområde är Sydaustralien. Inga underarter finns listade i Catalogue of Life.